# Ì
Ì, ì — літера розширеного латинського альфабету, утворена буквою I з додаванням гравісу. Використовується в системі української транслітерації ISO 9:1995 як літера кирилиці І.

## Використання
У системі піньїнь китайської латинізації ì є i з спадним тоном.
Це з'являється в італійській, сардинській, таосській, в'єтнамській, валлійській, ельзаській, шотландській гельській, оджибве, а також у побудованій мові на'ві.

## Кодування
| Символ                      | Ì                                 | Ì                                 | ì                               | ì                               |
| --------------------------- | --------------------------------- | --------------------------------- | ------------------------------- | ------------------------------- |
| Unicode name                | LATIN CAPITAL LETTER I WITH GRAVE | LATIN CAPITAL LETTER I WITH GRAVE | LATIN SMALL LETTER I WITH GRAVE | LATIN SMALL LETTER I WITH GRAVE |
| Encodings                   | decimal                           | hex                               | decimal                         | hex                             |
| Unicode                     | 204                               | U+00CC                            | 236                             | U+00EC                          |
| UTF-8                       | 195 140                           | C3 8C                             | 195 172                         | C3 AC                           |
| Числове позначення символів | &#204;                            | &#xCC;                            | &#236;                          | &#xEC;                          |
| Named character reference   | &Igrave;                          | &Igrave;                          | &igrave;                        | &igrave;                        |
| EBCDIC family               | 120                               | 78                                | 88                              | 58                              |
| ISO 8859-1/3/9/14/15/16     | 204                               | CC                                | 236                             | EC                              |